# Heriades timberlakei
Heriades timberlakei is een vliesvleugelig insect uit de familie Megachilidae. De wetenschappelijke naam van de soort is voor het eerst geldig gepubliceerd in 1938 door Charles D. Michener.
De soort is genoemd naar de Amerikaanse entomoloog Philip Hunter Timberlake (die op zijn beurt een soort noemde naar Michener: Heriades micheneri).